# ダアイ

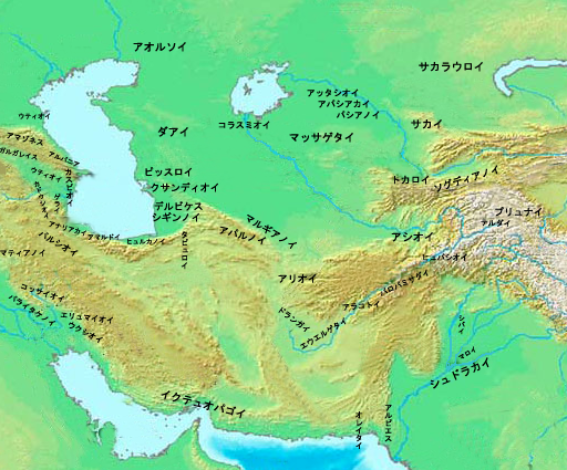
紀元前2世紀頃のダアイの位置。

ダアイ（ペルシア語：داها【ダーハー】、ラテン語・ギリシャ語：Δάοι【ダオイ】、Δάαι【ダアイ】）は、かつてカスピ海の東側に住んでいたスキタイ系遊牧民族。ギリシャ・ローマの歴史家たちがその記録を残している。

## ダアイ系諸族
- アパルノイ…3族の中ではヒュルカニア地方[1]とそれに面したカスピ海にもっとも近く、カスピ海東岸沿いに暮らす。
- クサンティオイ…ピッスロイとともにアリア地方[2]と平行に向かい合っている地方に暮らす。
- ピッスロイ…クサンティオイとともにアリア地方と平行に向かい合っている地方に暮らす。

## 歴史

### ヘロドトスの記録
ヘロドトスの『歴史』にはダオイと記されており、マルドイ，ドロピコイ，サガルティオイなどの諸族とともに、アケメネス朝のキュロス2世（在位：前550年 - 前529年）の召集でメディア王国から離反した。

### トログスの記録
紀元前329年頃、マケドニア王アレクサンドロス3世（在位：前336年 - 前323年）がこの地に侵攻すると、ダハェ族（ダアイ）とコラスミ族（コラスミオイ）はマケドニア軍に臣従した。
紀元前3世紀、パルティアが強盛となると、ダハェ族はその支配下に入る。

## 習俗

### ストラボンの記録
ダアイ族はその居住地から広大な砂漠を越えて南のヒュルカニア、ネサイア両地方やパルテュアイア族の平原を荒らしまわった。掠奪を受けた諸族はダアイ族が一定期間だけその土地で（貢納として）掠奪を行うことを許可したが、ダアイ族がその条件を無視して略奪を続けたため、両者の間で戦が起こった。しかし、これは日常茶飯事のことであり、戦の後に和解したり、和解の後に戦をしたりの繰り返しをするのは遊牧民によく見られる習慣であった。

## 参考資料
- ヘロドトス『歴史』、松平千秋訳『ヘロドトス』（筑摩書房、1967年、ISBN 4480203109）。他に岩波文庫（全3巻）
- ストラボン『ギリシア・ローマ世界地誌Ⅱ』飯尾都人訳（龍溪書舎、1994年、ISBN 4844783777）
- ポンペイウス・トログス、ユニアヌス・ユスティヌス抄録『地中海世界史』（京都大学学術出版会、1998年、ISBN 4876981078）